# Gare de Forest-l'Abbaye
Pour les articles homonymes, voir Gare de Forest.
La gare de Forest-l'Abbaye est une ancienne gare ferroviaire française, implantée à la bifurcation de deux lignes des Chemins de fer départementaux de la Somme. Elle est située sur le territoire de la commune de Forest-l'Abbaye (à l'écart du village), dans le département de la Somme, en région Hauts-de-France.
Cette gare est mise en service en 1892 par la Société générale des chemins de fer économiques (SE). Elle est fermée en deux étapes : en 1951 (disparition des trains de voyageurs), puis en 1965 (suppression des dernières circulations de marchandises la desservant).

## Situation ferroviaire
Établie à 40 mètres d'altitude, la gare de Forest-l'Abbaye est située au point kilométrique (PK) 17 de la ligne de chemin de fer secondaire d'Abbeville à Dompierre (à voie unique d'écartement métrique ; totalement déclassée et déferrée), entre les haltes fermées — et détruites — de Lamotte-Buleux et de Forêt-de-Crécy-Marcheville,.
Gare de bifurcation, elle se trouve également au PK 11 de la ligne de Noyelles à Forest-l'Abbaye (présentant les mêmes caractéristiques et le même état que la ligne précédente), après la halte fermée — et détruite — de Forest-l'Abbaye.

## Histoire
La gare est mise en service le 19 juin 1892, lors de l'ouverture de la ligne d'Abbeville à Dompierre, du réseau des Chemins de fer départementaux de la Somme (concédé à la SE par le conseil général). Elle devient rapidement une gare de bifurcation avec la mise en service de la ligne de Noyelles à Forest-l'Abbaye (faisant partie dudit réseau), effectuée le 24 août de la même année ; initialement, cette ligne n'était pas prévue (mais elle permet de rassembler la maintenance du matériel roulant du groupe des Bains de Mer au dépôt de Saint-Valery, tout en desservant Nouvion-en-Ponthieu qui est chef-lieu de canton). Chacune de ces deux lignes est alors parcourue par trois allers-retours quotidiens de trains mixtes (marchandises-voyageurs), soit le minimum imposé par le département.
La ligne de Noyelles à Forest-l'Abbaye est fermée — une première fois — aux voyageurs le 7 novembre 1938, mais rouverte à la suite du rationnement des carburants intervenu dès le début de la Seconde Guerre mondiale. À partir de mai 1940, la ligne d'Abbeville à Dompierre est limitée à Abbeville-Porte-du-Bois en raison de la destruction du pont sur la Somme. Par ailleurs, toujours pendant le conflit, un mitraillage allemand survenu en 1943 entraîne la mort de neuf personnes dans la salle d'attente de la gare de Forest-l'Abbaye.
La gare est d'abord fermée aux voyageurs ; ce trafic est interrompu sur la ligne d'Abbeville-Porte-du-Bois à Dompierre le 10 mars 1947, (excepté sur la section Forest-l'Abbaye – Crécy - Estrées), puis sur la section susmentionnée ainsi que sur la ligne de Noyelles à Forest-l'Abbaye le 1er février 1951,.
Cette gare reste ensuite desservie par des convois de marchandises, transportant en l'occurrence des betteraves. Sur la ligne d'Abbeville à Dompierre, le trafic précité est maintenu sur les sections Forest-l'Abbaye – Dompierre (pour la desserte de la râperie de Crécy) jusqu'en 1956,, d'une part, et Canchy - Neuilly – Forest-l'Abbaye ainsi que sur la ligne de Noyelles à Forest-l'Abbaye (pour les expéditions vers la râperie de Lanchères) jusqu'en 1965,,, d'autre part.

## Patrimoine ferroviaire
Les installations ferroviaires ont disparu, à l'exception de l'ancien bâtiment voyageurs, devenu une propriété privée après avoir été revendu dans les années 1970 ; sa réaffectation en habitation a entraîné diverses modifications des ailes (extensions, création d'une grande lucarne rampante, etc.), tout en conservant la physionomie originelle du corps central. En outre, ce bâtiment est désormais accolé par un ensemble comprenant un garage et un hangar, pour les besoins d'une entreprise.

## Service des voyageurs
Forest-l'Abbaye est, de fait, fermée à tout trafic ferroviaire.
Néanmoins, la ligne 716 du réseau d'autocars « Trans'80 » dessert la commune. Elle permet de rejoindre la gare d'Abbeville.